# Rattus nikenii
Rattus nikenii és una espècie de mamífer rosegador de la família dels múrids. És endèmica de l'illa de Gag (Indonèsia).

## Descripció

### Dimensions
És un rosegador de petites dimensions, amb una llargada de cap i cos de 135-182 mm, una llargada de la cua de 138-165 mm i una llargada del peu de 31-36,5 mm.

### Aspecte
Les parts superiors són marrons clares amb reflexos grisencs, el mentó és blanc, la gola rogenca, el pit marró clar i l'abdomen color crema. La cua és més curta que el cap i el cos i és uniformement fosca. Les femelles tenen un parell de mamelles pectorals, un parell de postaxil·lars i dos parells inguinals.

## Distribució i hàbitat
Aquesta espècie és endèmica de l'illa de Gag (illes Moluques septentrionals).

## Estat de conservació
Com que fou descoberta fa poc, l'estat de conservació d'aquesta espècie encara no ha estat avaluat formalment.